# السمك المفلطح الأصفر
السمك المفلطح الأصفر أو السمك المفلطح ذو الزعانف الصفراء (الإسم العلمي: Limanda aspera) هو نوع من أنواع السمك المفلطح التي تنتمي لمجموعة أسماك مفلطحة يمينية العيون. هذا السمك ينتشر في نطاق ما قبل القاع، حيث يعيش على قيعان رملية ناعمة على أعماق تصل إلى حوالي 700 متر (2,300 قدم) ، على الرغم من تواجده الأكثر شيوعًا في الأعماق التي تصل لحوالي 91 متر (299 قدم) . موطنها الأصلي هو مياه المناخ المعتدل في شمال المحيط الهادئ، من كوريا وبحر اليابان إلى بحر أوخوتسك وبحر بيرنغ وباركلي ساوند على الساحل الغربي لكندا. يصل حجم الذكور إلى 49 سنتيمتر (19 بوصة) في الطول، على الرغم من أن الطول الشائع يبلغ حوالي 33.5 سنتيمتر (13.2 بوصة) . الوزن الأقصى الذي تم تسجيله لهذا النوع من السمك هو 1.7 كيلوغرام (3.7 رطل) ، وأقصى عمر تم تسجيله هو 26 عامًا.

## الوصف

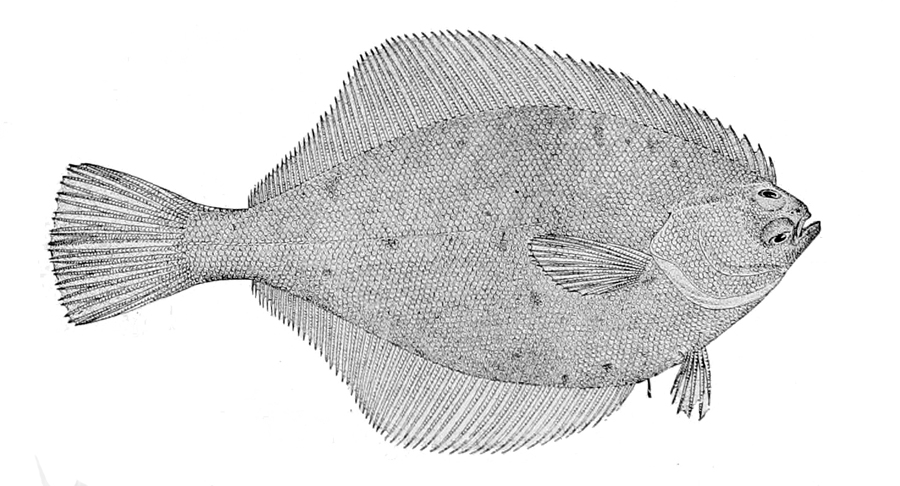

السمك المفلطح الأصفر له جسم عميق (أي أن المسافة بين الظهر والبطن للسمكة أطول من عرضها)، لها فم صغير، وعينان متقاربتان وكبيرتان بشكل معتدل، وخطم بارز قليلاً. الجزء العلوي من الجسم زيتوني اللون ويميل للون البني، تتواجد بقع داكنة اللون، والزعانف الظهرية والشرجية التي تكون على جانبي الجسم لونها أصفر، مع خطوط داكنة باهتة وخط داكن ضيق في القاعدة. الحراشف خشنة الملمس في كل جانبي الجسم.

## التصنيف
تم وصف السمك المفلطح الأصفر في الأصل على أنه أسماك مفلطحة يمينية العيون (بالإنجليزية: Pleuronectes asper) من قبل بيتر سيمون بلاس في عام 1814، وبعد ذلك باسم Limanda asprella من قبل هابس في عام 1915.

## دورها في النظام البيئي
السمك المفلطح الأصفر يحتل شبكة غذائيةمرتفعة بشكل معتدل في السلسلة الغذائية. يتكون النظام الغذائي للأسماك المفلطحة الصفراء بشكل أساسي من الكائنات الحيوانية القاعية، بما في ذلك كثيرات الأشعار ومزدوجات الأرجل مثل هيدرونيات والديدان والرخويات ونجم البحر الهش. من المعروف أن السمك المفلطح الأصفر هو سمك مفترس للأسماك مثل إسقلبينينات، رخاش الهادي، وسمك قد الهادي، وسمك السهام.

## التكاثر
تصل أنثى السمك المفلطح الأصفر إلى مرحلة النضج الإنجابي عندما يصل طولها إلى حوالي 30 سنتيمتر (12 بوصة) (عادة عند بلوغها عمى 10.5 سنة)، ويكون السرء بعد الهجرة إلى المياه الضحلة خلال فصلي الربيع والصيف. تتميز هذه الأسماك بقدرتها التناسلية والإنجابية العالية، حيث تنتج الإناث ما بين 1-3 مليون بيضة.

## الصيد التجاري
يتم صيد هذه الأسماك تجارياً، بشكل أساسي، يكون ذلك عن طريق الصيد بشباك الجر القاعية. لقد تعافت أعداد هذه الأسماك من معدلات الصيد المرتفعة في فترات الستينيات والسبعينيات من القرن الماضي، وحاليًا لا تعتبر هذه الأسماك كأنواع التي تعاني من الإصطياد المفرط به، ويُقدر أن الكتلة البيولوجية للأسماك المفلطحة الصفراء مرتفعة ومستقرة فوق المستوى المستهدف. بلغ متوسط الصيد لهذا السمك 94000 طن من سنة 1998 إلى 2010، مع محصول عام 2008 الذي بلغ 148894 طنًا يمثل أعلى معدل سنوي لصيد هذه الأسماك منذ 11 عامًا. يعوق صيد هذا السمك الصيد العرضي لسرطان البحر والهلبوت. اعتبارًا من عام 2021، كان هناك نوعان من صيد الأسماك التجارية التي إعتمدت من MSC في شمال المحيط الهادئ لصيد هذا النوع من السمك.